# Leucaspis elaeocarpi
Leucaspis elaeocarpi är en insektsart som beskrevs av Brittin 1937. Leucaspis elaeocarpi ingår i släktet Leucaspis och familjen pansarsköldlöss. Inga underarter finns listade i Catalogue of Life.